# Base Mérimée
A Base Mérimée é uma base de dados francesa de monumentos listados como tendo importância nacional em história, arquitetura ou arte. Ela foi criada em 1978, e colocada online em 1995, pelo Ministério francês da Cultura, divisão do património arquitetónico. O banco de dados é atualizado periodicamente. O banco de dados contém informações obtidas a partir da primeira vistoria de monumentos históricos feitos por Mérimée em 1840 e inventário do património cultural, especificamente: religiosa, doméstica, agrícola, educacional, militar, industrial e de arquitetura.
O nome refere-se ao escritor Prosper Mérimée, que também foi o segundo inspetor geral dos monumentos históricos.